# 568 Cheruskia
Cheruskia (asteroide 568) é um asteroide da cintura principal com um diâmetro de 86,99 quilómetros, a 2,4133859 UA. Possui uma excentricidade de 0,1645197 e um período orbital de 1 793,21 dias (4,91 anos).
Cheruskia tem uma velocidade orbital média de 17,52457414 km/s e uma inclinação de 18,3844º.
Esse asteroide foi descoberto em 26 de Julho de 1905 por Paul Götz.